# Bergmann (Pistole)
Die Selbstladepistole Bergmann 1894 wurde Ende des 19. Jahrhunderts von dem deutschen Industriellen Theodor Bergmann aus Gaggenau entwickelt. Im Gegensatz zu den gleichzeitig auf den Markt kommenden Borchardt C93, Mauser C96 und den Pistolen von Browning hatte die Waffe in ihrer ursprünglichen Form wenig Erfolg.

## Technik
Die Bergmann-Pistole hatte einen unverriegelten Masseverschluss, einen feststehenden Lauf, einen offenliegenden Hahn und eine seitlich liegende Sicherung. Sie verschoss je nach Modell Patronen im Kaliber 5, 6,5 oder 8 mm.
Problematisch war, dass die Pistole Patronen mit vorne sich verjüngenden Hülsen verschoss, was zu Gasverlust führte. Die ersten Modelle hatten keinen Auszieher, die Patronenhülsen keine Auszieherrille, sie wurden einzig durch den Gasdruck ausgeworfen. Der vor dem Abzug liegende Magazinkasten fasste 5 Patronen, geladen wurde er durch einen seitlich angebrachten Deckel, der beim Öffnen gleichzeitig die Zuführfeder niederdrückt.

## Weiterentwicklung
Einer der Waffenkonstrukteure in Theodor Bergmanns Waffenfabrik, Louis Schmeisser, arbeitete an der Weiterentwicklung dieser Pistole: er verlegte die im Verschluss liegende Schließfeder nach vorne unter den Lauf, was erlaubte, die Masse der zurücklaufenden Teile zu erhöhen und damit die Funktion zu verbessern. Von dieser Bergmann-Schmeisser genannten Pistole wurden nur wenige Exemplare fertiggestellt.

## Nachfolgemodelle
Drei Jahre später wurde mit der Bergmann 1897 vom Prinzip des Masseverschlusses abgegangen. Die Waffe war ein verriegelter Rückstoßlader, Lauf und Verschluss liefen gemeinsam zurück, bis der Verschluss durch seitliches Ausschwenken entriegelte. Sie hatte ein abnehmbares, vor dem Abzugbügel liegendes zweireihiges Kastenmagazin und verschoss eine spezielle 7,65-mm-Bergmann-Patrone. Eine kleinere und vereinfachte Variante dieser Pistole war die Bergmann Simplex, die nicht in Deutschland, sondern in Belgien hergestellt wurde. Ab 1903 folgte die Bergmann Mars.